# Adrienn Pál
Pour plus de détails, voir Fiche technique et Distribution.
Adrienn Pál (titre original : Pál Adrienn) est un film hongrois, réalisé en coproduction avec les Pays-Bas, l'Autriche et la France, par Ágnes Kocsis et sorti en 2010.

## Synopsis
Piroska, une infirmière apathique et obèse, atteinte de boulimie, travaille en unité de soins palliatifs. Son travail lui apparaît morne et routinier. La souffrance voire le décès des malades la laisse entièrement indifférente... Un jour, pourtant, elle raconte à sa meilleure amie puis à son époux, qu'elle aurait revu, à l'hôpital, une ancienne amie d'enfance, Adrienn Pál. Ce qui est un parfait mensonge. Toutefois, elle recherche réellement et avec force persévérance Adrienn, accomplissant, en cela, un troublant retour vers elle-même...

## Fiche technique
- Titre : Adrienn Pál
- Réalisation : Ágnes Kocsis
- Assistant réalisateur : János György
- Scénario : A. Kocsis, Andrea Roberti
- Photographie : Ádam Fillenz
- Format : Couleur - 1, 85 : 1
- Montage : Tamás Kollányi
- Son : Róbert Juhász - Dolby stéréo
- Décors : Adrien Asztalos, Alexandra Maringer
- Costumes : Mónika Matyi, Julia Patkos
- Production : Ferenc Pusztai, Attila Árpa pour KMH Film, en association avec la SOFICA Cofinova 5
- Coproduction : Isabella Films, Freibeuter Film, Cinemadefacto et Oblomova Film
- Pays d'origine :  Hongrie/ Pays-Bas/ Autriche/ France
- Durée : 136 minutes
- Dates de sortie : 16 mai 2010 au Festival de Cannes ; 25 juillet 2012 en salle en France

## Distribution
- Éva Gábor : Piroska
- István Znameták : Kálmán
- Ákos Horváth : Endre
- Lia Pokorny : Márta
- Izabella Hegyi : Zizi
- Zsablocs Thuróczy : Andris
- Ági Margitai : la tante Marika
- Eszter Márton : Szilvia

## Récompenses et distinctions
- Festival de Cannes dans la section Un Certain Regard : prix FIPRESCI
- Festival du film de Sarajevo : Magic Box Award pour le scénario

## Commentaire
Avec Adrienn Pál, Ágnes Kocsis plonge dans l'univers singulier d'une femme peu susceptible de déclencher une identification ou de la sympathie de la part du spectateur. C'était déjà le cas de l'héroïne de Fresh Air (Friss levegő) en 2006, non encore distribué en France. « La première ligne forte de l'œuvre est la mise en valeur du climat morbide » du service hospitalier dans lequel travaille Piroska, l'infirmière obèse. « Les superbes plans fixes des écrans de monitorings de la salle de surveillance, qui ponctuent le film, sont mémorables. »
« La deuxième ligne forte, imbriquée dans la première c'est la description, précise et originale, de Piroska. » Dans sa recherche d'Adrienn Pál, l'infirmière va découvrir sa propre personnalité.
« Dans mes films, j'aime insister sur l'intériorité des gens. Les protagonistes sont dans chaque plan, et j'essaie de représenter leurs sentiments dans la composition de l'image », déclare la réalisatrice. Elle ajoute : « Le deuxième niveau est comment fonctionne la mémoire, sa relativité et sa subjectivité. Les gens ont souvent des souvenirs différents du même moment. Enfin, le troisième niveau, est un regard sur l'obésité. [...] Les gros sont souvent discriminés et ils sont plus sensibles aux problèmes des autres. [...] Je crois qui si l'on comprend la nature multiple de la réalité, on attache moins d'importance au regard des autres, on s'accepte mieux. C'est ce qui advient au personnage du film. »